# تومومی ایتانو
تومومی ایتانو (板野 友美 ایتانو تومومی, زاده ۳ ژوئیه ۱۹۹۱ در یوکوهاما  کاناگاوا) یک موسیقی‌دان اهل ژاپن است.
او عضو سابق گروه دخترانهٔ بت ژاپنی ای‌کی‌بی ۴۸ است. عامل استعداد او هوریپرو است. در سال ۲۰۱۱ او آهنگی را با عنوان جی عزیز، به صورت انفرادی منتشر کرد.

## زندگی و حرفه

### ۲۰۰۵–۲۰۱۳: اوایل شروع حرفه و ای‌کی‌بی ۴۸
در سال ۲۰۰۵، ایتانو به گروه دخترانهٔ بت ژاپنی ای‌کی‌بی ۴۸ به عنوان بخشی از تیم الف پیوست، او همچنین به عنوان مدل مجلهٔ زنانهٔ کاوایی! انتخاب شد؛ و اولین تصویر از او تحت عنوان فردا در آوریل ۲۰۰۹. منتشر شد. در اوایل سال ۲۰۱۰، او در مجموعه تلویزیونی آکادمی ماجیسوکا به عنوان شیبویا ایفا نقش کرد. در انتخابات عمومی ای‌کی‌بی ۴۸ سال ۲۰۱۰، او در ردهٔ چهارم قرار گرفت.

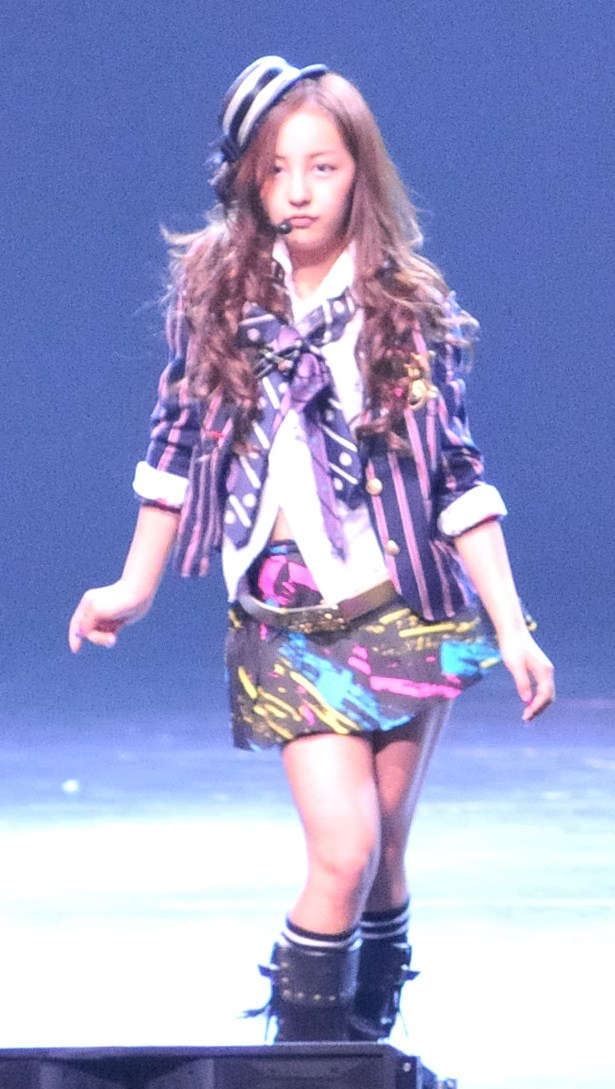
تومومی ایتانو در نمایشگاه ای‌کی‌بی ۴۸ به صورت زنده در لس آنجلس، ۲۰۱۰.

ایتانو اولین تک‌آهنگ خود، «جی عزیز»، را در ۲۶ ژانویه ۲۰۱۱ منتشر کرد. این تک‌آهنگ به عنوان شماره ۱ در آهنگ‌های روزانه و شماره ۲ به صورت هفتگی رتبه‌بندی شد و ۲۰۴٬۹۸۱ نسخه از آن به فروش رسید.
در آوریل او نقش خود به عنوان شیبویا را در آکادمی ماجیسوکا تکرار کرد.

### ۲۰۱۳: فارغ‌التحصیلی از ای‌کی‌بی ۴۸ و آغازی نو
در تاریخ ۱ فوریه ۲۰۱۳، در طی تبریک ای‌کی‌بی ۴۸، ایتانو گروه خود را ترک کرد. او چهارمین تک‌آهنگ خود با عنوان، «۱٪»، در ۱۲ ژوئن منتشر کرد. موزیک ویدیو در نیویورک گرفته شد، که در بازیگر و مدل آمریکایی تیلور مومسن در آن حضور داشت.
ایتانو مراسم فارغ‌التحصیلی خود را در گنبد توکیو (Tokyo Dome) در ۲۵ اوت برگزار کرد. و یک عملکرد موفق در تئاتر ای‌کی‌بی ۴۸ در ۲۷ اوت داشت.

### ۲۰۱۴ - اکنون: موفقیت شغلی انفرادی
در مصاحبه‌ای با وب سایت سرگرمی ژاپنی نیهونگو، ایتانو افکار خود را در مورد مسولیت‌های یک هنرمند سولو اینگونه به اشتراک قرار داد. 
در یک گروه شما را به عنوان یک واحد با هر یک از اعضایی که شخصیت خاص نقش خود را انجام می‌دهند می‌شناسند، با این حال شما به عنوان یک هنرمند سولو باید قادر به بازی در همهٔ این نقش‌ها به تنهایی باشید و اگرچه این قطعاً یک چالش است، آن چیزی است که من را مجبور به تلاش برای دستیابی می‌کند.